# Партия свободы и справедливости
Па́ртия свобо́ды и справедли́вости (араб. حزب الحرية والعدالة‎) — одна из крупнейших политических партий Египта, придерживается исламистского направления. Возникла в 2011 году как политическое крыло Братьев-мусульман. Партия «Свободы и справедливости» официально зарегистрирована 30 апреля 2011 года.
На выборах 2011 года выступает с исламистской программой, предусматривающей демократизацию политического законодательства и консерватизм в социальной политике. На Египетских парламентских выборах 2011/2012 получила 47,2 процента мест в парламенте.
Политические взгляды: Партия свободы и справедливости не является противником политической жизни женщин, поддерживает свободный капиталистический рынок и считает туризм главным источником национального дохода.